# 博里亞京 (索卡爾區)
50°25′21″N 24°11′48″E / 50.42250°N 24.19667°E
博里亞京（烏克蘭語：Борятин），是烏克蘭西部的村莊，隸屬利維夫州的舍普季茨基區。該村面積1.9平方公里，海拔高度209米，2001年人口797，人口密度每平方公里419.69人。